# Tiora gracilis
Tiora gracilis är en fjärilsart som beskrevs av Evans 1912. Tiora gracilis ingår i släktet Tiora och familjen juvelvingar. Inga underarter finns listade i Catalogue of Life.